# NGC 4537
NGC 4537 في الفهرس العام الجديد، هي مجرة، تقع في كوكبة السلوقيان. اكتشفت في 17 فبراير 1831 بواسطة جون هيرشل.

## روابط خارجية
- NGC 4537 على موقع ويكي سكاي: DSS2, SDSS, GALEX, IRAS, Hydrogen α, X-Ray, Astrophoto, Sky Map, Articles and images